# Absolute Summer Hits 2012
Absolute Summer Hits 2012, kompilation i serien Absolute Summer blev udgivet d. 11. juni 2012. Albummet er en 3-cd bestående af 60 sange, med store velkendte sommerhits fra 60'erne og op til 2012

## Spor

### CD1
1. Fun. feat. Janelle Monáe – "We Are Young"
2. Humleridderne – "Sommerklar"
3. Katy Perry – "California Gurls"
4. Shaggy feat. Rayvon – "In The Summertime"
5. Christopher – "Mine, Mine, Mine"
6. Beach Boys – "Good Vibrations"
7. Wham! – "Club Tropicana"
8. Simply Red – "Fairground"
9. Aqua – "Back To The 80's"
10. Fancy – "Bolero (Hold Me In Your Arms Again)"
11. M People – "One Night In Heaven"
12. Donkeyboy – "City Boy"
13. Eddie Cochran – "Summertime Blues"
14. Love Shop – "En Nat Bliver Det Sommer"
15. Nickelback – "When We Stand Together"
16. DeBarge – "Rhythm Of The Night"
17. Kylie Minogue – "I Believe In You"
18. Bobby Brown – "Two Can Play That Game"
19. Narada Michael Walden – "Divine Emotions"
20. C.V. Jørgensen – "Bellevue"

### CD2
1. Flo Rida feat. Sia – "Wild Ones"
2. Whigfield – "Saturday Night"
3. Specktors – "Lågsus"
4. Robin Cook – "I Won't Let The Sun Go Down On Me"
5. Mezzoforte – "Garden Party"
6. Stooshe feat. Travie McCoy – "Love Me"
7. Laid Back – "White Horse" (Funkstar De Luxe Remix)
8. Sam Sparro – "I Wish I Never Met You"
9. tv·2 – "Sommerdag Ved Stranden"
10. Maxi Priest – "Close To You"
11. Moonjam – "Midsommernat"
12. Sister Sledge – "Frankie"
13. Alex Party – "Don't Give Me Your Life"
14. Spagna – "Call Me"
15. Dante Thomas – "Miss California"
16. UB40 – "Red Red Wine"
17. KWS – "Please Don't Go"
18. Chris Rea – "Looking For The Summer"
19. KC and the Sunshine Band – "That's The Way (I Like It)"
20. Alice Cooper – "School's Out"

### CD3
1. Djämes Braun – "Duft Af Ba-cone"
2. Cut 'N' Move – "Sunshine"
3. Boney M – "Hooray, Hooray – It's A Holiday"
4. Safri Duo – "Baya Baya"
5. B.o.B – "So Good"
6. Ace Of Base – "Don't Turn Around"
7. Jason Mraz – "I'm Yours"
8. BJöRNSKoV – "En Anden"
9. Billy Idol – "Hot In The City"
10. George Duke – "Reach Out"
11. Lars H.U.G. – "Natsværmer"
12. Brandy & Ray J – "Another Day In Paradise"
13. P. Lion – "Happy Children"
14. Pato Banton feat. Ali & Robin Campbell – "Baby Come Back"
15. The Surfers – "Windsurfin'"
16. Erann DD – "Sommer I Sanserne"
17. Baltimora – "Tarzan Boy"
18. Izabella – "Shame Shame Shame"
19. The Cars – "You Might Think"
20. Gnags – "Sensommer På Strøget"